# Parmelee
Parmelee (lakota: wósoso; "talla carn") és una concentració de població designada pel cens dels Estats Units a l'estat de Dakota del Sud. Segons el cens del 2000 tenia 650 habitants.

## Demografia
Segons el cens del 2000, Parmelee tenia 650 habitants, 151 habitatges, i 122 famílies. La densitat de població era de 44,2 habitants per km².
Dels 151 habitatges en un 51,7% hi vivien nens de menys de 18 anys, en un 37,7% hi vivien parelles casades, en un 35,8% dones solteres, i en un 19,2% no eren unitats familiars. En el 15,9% dels habitatges hi vivien persones soles l'1,3% de les quals corresponia a persones de 65 anys o més que vivien soles. El nombre mitjà de persones vivint en cada habitatge era de 4,3 i el nombre mitjà de persones que vivien en cada família era de 4,95.
Per edats la població es repartia de la següent manera: un 49,1% tenia menys de 18 anys, un 11,5% entre 18 i 24, un 22,9% entre 25 i 44, un 12,8% de 45 a 60 i un 3,7% 65 anys o més.
L'edat mediana era de 18 anys. Per cada 100 dones de 18 o més anys hi havia 94,7 homes.
La renda mediana per habitatge era d'11.063 $ i la renda mediana per família de 12.083 $. Els homes tenien una renda mediana de 4.464 $ mentre que les dones 15.625 $. La renda per capita de la població era de 2.946 $. Entorn del 71,4% de les famílies i el 77,9% de la població estaven per davall del llindar de pobresa.

## Poblacions més properes
El següent diagrama mostra les poblacions més properes.